# Dad and the Girls
Dad and the Girls è un cortometraggio muto del 1914. Prodotto dalla Beauty (American Film Manufacturing Company) su un soggetto di Frank Cooley il film è una commedia in un rullo che aveva come interpreti Joe Harris, Afton Minear, Fred Gamble, Emma Kluge, Gladys Kingsbury, Mary Scott.

## Trama
Frank Madden è innamorato di Grace, una bella stenografa, ma suo padre è assolutamente contrario a quel matrimonio. Il vecchio Madden, però, non si fa scrupoli a corteggiare la sua di stenografa, una bella ragazza con la quale un giorno lo sorprende sua moglie. Licenziata la stenografa, la signora Madden si impegna a farne assumere una nuova il cui aspetto non dovrà turbare i sogni del signor Madden. Lui, però, trova presto una scusa per licenziarla. Frank gli fa assumere Grace, che Madden senior non ha mai visto. Colpito dalla sua bellezza, comincia subito a farle delle avances: il figlio, intanto, lo spia dal buco della serratura. Quando lo vede farsi troppo galante, telefona alla madre che arriva giusto in tempo per vedere il marito che bacia la ragazza. Interviene Frank che sussurra al padre: "Io ti salverò" e, rivolgendosi a sua madre, le annuncia che Grace è la sua fidanzata e che suo padre non faceva altro che congratularsi con lei e darle la sua benedizione per il matrimonio. Madden senior vorrebbe protestare ma il figlio lo avverte di ciò che l'aspetta se sua madre verrà a sapere la verità. La signora Madden, intanto, sta abbracciando Grace come una figlia e Madden padre è costretto a dare finalmente il suo consenso.

## Produzione
Il film fu prodotto dalla American Film Manufacturing Company.

## Distribuzione
Distribuito dalla Mutual, il film - un cortometraggio in una bobina - uscì nelle sale statunitensi il 20 ottobre 1914.